# マキンの戦い
マキンの戦い（マキンのたたかい）は、第二次世界大戦（大東亜戦争）中の1943年11月20日から1943年11月23日にかけて、ギルバート諸島ブタリタリ環礁で行われた日本軍守備隊とアメリカ軍との戦闘。アメリカ軍はガルヴァニック作戦（Operation Galvanic）の一環として攻略した。
当時、ブタリタリはマキン環礁と呼ばれることが多かったために一般にマキンの戦いとして知られるが、現在のマキン島（当時はリトルマキン島と通称）とは異なる、現在のマキン島の隣島で起きた戦闘である。以下、ブタリタリのことをマキンと呼ぶ。

## 背景

### 連合軍の戦略
アリューシャン方面の戦いの終了、ソロモン方面での戦いの好転により、アメリカ海軍は1943年終わりには中部太平洋への侵攻が可能となった。そのため、米国統合戦略委員会は1943年の初めから中部太平洋を西（日本の方角）に向かって進撃することを計画していたのだが、南太平洋最高司令官であるダグラス・マッカーサーはニューギニアからフィリピンに至るカートホイール作戦の実施を主張し、この計画に反対したため、アメリカ陸軍とアメリカ海軍で意見が分かれた。
マッカーサーは、ニューギニアからフィリピンという比較的大きい陸地を進攻することによって、陸上飛行基地が全作戦線を支援可能となることや、マッカーサーがこれまで行ってきた、日本軍の強力な陣地を素通りして弱い所をたたくという「蛙飛び作戦」によって損害を減らすことができると主張した。それに対し海軍は、陸路を進撃することは、海路での進撃と比較して、長い弱い交通線での進撃や補給となって、戦力の不経済な使用となることや、日本本土侵攻には遠回りとなるうえ、進撃路が容易に予知されるので日本軍に兵力の集中を許してしまうこと、また、進撃路となるニューギニアなどには感染症が蔓延しており、兵士を危険に晒すことになると反対意見を述べた。なおもマッカーサーは、中部太平洋には日本軍が要塞化している島がいくつもあって、アメリカ軍に多大な出血を強いることになると食い下がったが、海軍は、ニューギニアを主戦線とすると空母部隊が日本軍の陸上基地からの攻撃の危険に晒されると反論した。この海軍の反論には空母をマッカーサーの指揮下には絶対に置かないという強い意志もはたらいていた。
陸海軍双方の主張を取り上げてアメリカ統合参謀本部は、カートホイール作戦の実施と共に中部太平洋への侵攻を決定する。この決定により統合参謀本部は1943年7月20日、チェスター・ニミッツ太平洋艦隊司令長官に対し、11月15日頃にギルバート諸島のタラワとアパママ及びナウルを攻略し、翌1944年の1月頃にマーシャル諸島を攻略するように下令した。しかし、ニミッツはナウルよりはマキンの方が地形的にも作戦が容易と上申し、統合参謀本部もニミッツの上申を受け入れて、目標をナウルからマキンへと変更した。
ギルバート諸島の攻略作戦は「ガルヴァニック作戦」と名付けられ、タラワとマキンを同時に攻略する計画であったが、主目標はタラワで、第2海兵師団が攻略することとなっていた。両島には飛行場を整備して今後の中部太平洋侵攻作戦の支援基地とする計画であったが、1942年8月17日に、221名のアメリカ海兵隊が2隻の潜水艦でマキンに上陸したマキン奇襲事件によって、日本軍をかえって刺激して両島の戦力が強化されていることをアメリカ軍も認識していた。このマキン奇襲に対しては、「ガルヴァニック作戦」で上陸部隊を指揮する第5水陸両用軍団司令官ホーランド・スミス海兵少将が「愚かな作戦」と断じたほどの悪手となった。
1943年8月21日から8月24日の間には、カナダのケベックでアメリカ合衆国、イギリス、カナダ、フランスの四箇国が会談し、この会談により中部太平洋への侵攻作戦の具体案が決定した。ニミッツ指揮下の海兵隊が中部太平洋を進み、まずはギルバート諸島を攻略、次いで西方に転じて、クェゼリン、エニウェトク、グアム、サイパン、ペリリューへと前進し、マッカーサーはビスマルク諸島とニューギニアを攻略して、両軍はフィリピンか台湾で一本になると決められた。このような連合国の会議では、イギリス首相のウィンストン・チャーチルがドイツが降伏するまではヨーロッパ戦線を優先すべきと主張するため、太平洋戦線はおざなりにされていたが、ジョージ・マーシャル陸軍参謀総長とアーネスト・キング合衆国艦隊司令長官兼海軍作戦部長は「日本軍を過小評価している」と食い下がり、雄大な二正面作戦と太平洋方面の連合軍戦力倍増を認めさせている。
海軍のキングは中部太平洋侵攻作戦を、アメリカ海軍とアメリカ海兵隊の作戦と考えていたが、マーシャルは、中部太平洋の作戦に何としても陸軍部隊を参加させたいと希望しており、当時、ハワイに駐留していた、州兵の第27歩兵師団をニミッツに差し出した。ニミッツは第27歩兵師団の中から第165歩兵連隊をマキン島に投入すると決めて、海兵隊のスミスが率いる第5水陸両用軍団の指揮下においた。この指揮体制によって第27歩兵師団長のラルフ・スミス少将が海兵隊スミスの指揮下に置かれることとなり、それに不快感を示したアメリカ陸軍が、第27歩兵師団を第5水陸両用軍団の指揮下ではなく、アメリカ海軍の水陸両用軍総司令官リッチモンド・K・ターナー中将の直属とするように申し出したが、ニミッツは陸軍の申し出を却下した。のちにこの問題が、アメリカ陸軍、アメリカ海軍、アメリカ海兵隊の3軍の関係悪化の火種となった。
強固に要塞化されていたタラワとは異なり、アメリカ軍は事前の航空偵察で、マキンには大口径の海岸砲や、水際の陣地構築物が殆どないと認識していた。また、便所の数までを参考指標とした徹底的な調査によって、日本軍の兵力はせいぜい500人から800人程度で戦闘要員はそのうちの一部であるという正確な分析を行っていた。作戦に先立って、司令官のホーランド・スミスはハワイにおける第165歩兵連隊の上陸演習を視察し、その訓練ぶりと士気に一抹の不安を抱いたが、マキンの日本軍の予想戦力から見て、多少の問題があっても戦闘は楽勝だろうと不安を払拭した。しかし、この不安はのちに的中することとなった。

### 日本軍の防備
一方、日本軍は太平洋戦争開戦直後にマキンを無血占領して以来、守備隊は約70名しか置いていなかった。
この守備態勢を見直すきっかけとなったのは、1942年8月17日に、221名のアメリカ海兵隊が2隻の潜水艦でマキンに上陸したマキン奇襲事件だった。当時のマキンには海軍陸戦隊64名など73名（ほかに民間人2名）の日本軍がいたが、戦闘で壊滅した。日本軍の救援部隊が到着する前にアメリカ軍は引き揚げてしまった。
この失態は日本軍にギルバート諸島の戦略的な重要性を気づかせることとなり、1942年12月以降、日本軍は島の防備強化を開始した。しかし、戦況が悪化し各戦域に兵力を派遣する必要に迫られていた日本陸軍は、中部太平洋方面への兵力配置には消極的で、ギルバート諸島の防衛は海軍の海軍陸戦隊が担うこととなった。その後も、中部太平洋方面の防衛態勢を協議していた陸海軍であったが、ガダルカナルの戦いでの痛い経験から海軍占領地域に陸軍部隊の派遣を躊躇し続けていた陸軍も、1943年3月に開催された陸海軍作戦課における作戦会議によって、ギルバート諸島に陸軍部隊を「1年以内」と時限付きで派遣することを決定した。
1943年4月12日、大本営は南海第1守備隊のギルバート諸島派遣を発令した。南海第1守備隊は歩兵第34連隊、歩兵第6連隊、歩兵第68連隊、歩兵第18連隊から各1個中隊の兵力を抽出して静岡県で編成され、5月1日に特設巡洋艦「盤谷丸」でタラワに向けて出発した。南海第一守備隊の戦力は指揮官の藤野孫平陸軍中佐を含めて801人（本部、歩兵4個中隊〔1コ中隊は、小銃3コ小隊と第4小隊〈機関銃1、速射砲1、大隊砲1〉〕、砲兵1個中隊、診療班）であった。しかし、5月23日にヤルート付近で、アメリカ軍潜水艦「ポラック」の雷撃を受けて「盤谷丸」は沈没、南海第1守備隊は指揮官の藤野以下500人が戦死し、生存した301人はヤルートに上陸して同島の守備につくこととなり、ギルバート諸島への派遣は見送られた。
5月末にはアッツ島の戦いで守備隊が玉砕、日本軍にとって離島防衛が喫緊の課題となった。ギルバート諸島にも9月から10月までにはアメリカ軍の侵攻を予想していたが、先の南海第1守備隊の遭難もあって陸軍はギルバート諸島への部隊派遣には消極的であり、参謀総長の杉山元大将は「アンダマン諸島とニコバル諸島は陸軍作戦に関係があるから陸軍部隊を出してもよいが、ギルバートは海軍で担当してもらえ」と述べている。その後に陸海軍作戦課と連合艦隊参謀も入れた、離島防衛方針の協議が続けられたが。アッツ島の玉砕の際には連合艦隊の支援が得られなかったことに対する陸軍の不信感などもあって、陸軍の姿勢は硬化していた。それでも最終的には中部太平洋諸島への陸軍部隊増強が決定したが、ギルバート諸島の防衛は海軍の担当と決められた。
陸海軍の協議中にも、ギルバート諸島は海軍による戦力強化が進んでおり、1943年2月15日には第3特別根拠地隊（横須賀第6特別陸戦隊改編）が設置されて、地上施設や航空施設の増強が行われた。日本軍の主力は飛行場が構築されたタラワに配置されたが、マキンにも幅30ｍ、長さ75ｍの飛行艇及び水上機の滑走台が整備されて、それを守る市河中尉が指揮する第3特別根拠地隊分遣隊243人が配置された。
守備隊はマキンに侵攻してくる敵の戦力をせいぜい1個大隊程度と想定しており、当時の常識として日本軍の守備隊は3倍の敵と互角以上に戦える実力を持っていると自負していたため士気は高かったが、防備兵力として配備された重火器は8cm砲3門、四十口径三年式八糎高角砲3門、ホ式十三粍高射機関砲12丁のみであった。しかし実際に侵攻してきた戦闘部隊は一個連隊の大軍であった。

## 両軍の兵力
- 日本軍（すべて海軍部隊） - 総兵力693人[2]
  - 第3特別根拠地隊分遣隊　243人
    - 分遣隊長兼分隊長： 市河　海軍中尉
      - 付：井崎直 予備少尉
      - 付：平間光 軍医中尉

  - 第952航空隊基地員　60人
    - 飛行隊長：佐々木栄 少佐
    - 軍医：森下幹夫 大尉

  - 第802航空隊基地員　50人
  - 第111設営隊　340人（主に軍属。うち朝鮮出身者200人）

- アメリカ軍 - 地上兵力6400人
  - 陸軍第27歩兵師団（英語版）（師団長・ラルフ・スミス（英語版） 少将）
    - 第165歩兵連隊（連隊長・ガーディナー・コンロイ大佐）
    - 第193戦車大隊（大隊長・ジェラール・W・ケリー大佐）

アメリカ軍支援艦隊についてはガルヴァニック作戦#戦闘序列を参照。

## 戦闘経過

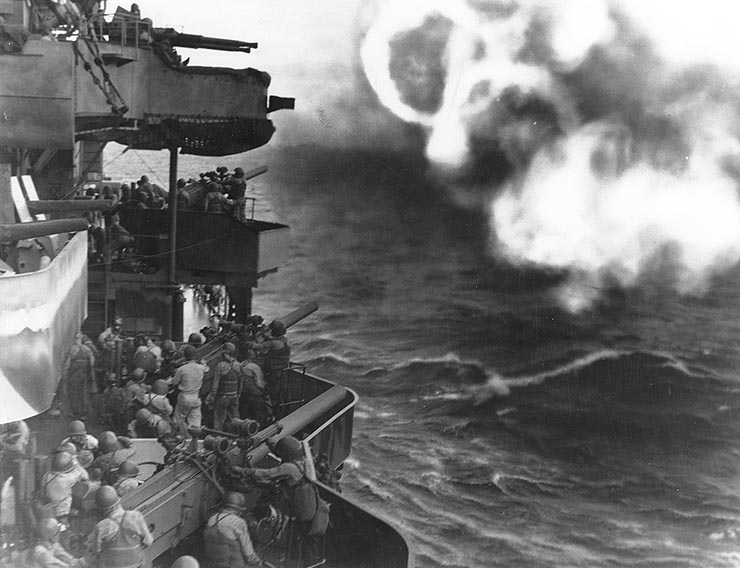
上陸前にマキンに艦砲射撃をする重巡洋艦「ミネアポリス」

### 事前攻撃
1943年（昭和18年）11月10日、レイモンド・スプルーアンス中将指揮のギルバート諸島侵攻部隊はハワイの真珠湾を出撃した。マキンに空襲が始められたのは11月19日で、初日は基地航空隊のB-24が1機来襲しただけであったが、翌11月20日夜明け前には第50任務部隊第2群の正規空母「エンタープライズ」、軽空母「ベロー・ウッド」、「モンテレー」から出撃した艦載機による空襲が開始された。その後午前3時15分第52任務部隊第3群の護衛空母「リスカム・ベイ」、「コーラル・シー」、「コレヒドール」の計3隻からなる第52任務部隊の艦載機約40機が来襲した。その後も午前7時25分に第2波94機、午前8時40分第3波30機、午後12時第4波58機、午後12時28分第5波40機、午後4時35分第6波17機と第52.3任務群は艦載機による空襲を繰り返した。
この日の空襲で日本軍守備隊に100名程の戦死者が出たため、午後5時頃に島中央部の桟橋付近の陣地と島西部のキング波止場、オンチョン波止場の陣地を放棄し、西部陣地の西戦車壕に部隊を集結した。激しい砲爆撃に守備隊指揮官の市河は｢明朝夜明けと共に、敵大部隊が上陸してくるものと思われる。各隊は現守備陣地を確保し、侵攻する敵を水際で撃滅すべし。一歩も退いてはならん、死してなお戦え！｣と激しい檄を飛ばしている。

### 11月21日

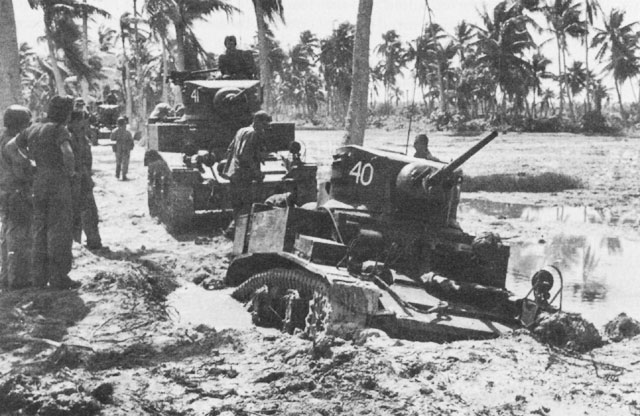
アメリカ軍が自ら作った砲爆撃の弾痕にはまり込んでいるM3軽戦車

11月21日深夜に、第52任務部隊の戦艦「ミシシッピ」、「ニューメキシコ」、「アイダホ」、「ペンシルベニア」の4隻を主力とした、重巡洋艦「ミネアポリス」以下4隻の巡洋艦と14隻の駆逐艦がマキン沖合に現れて艦砲射撃を開始した。艦砲射撃を開始してまもなく、戦艦「ミシシッピ」の第2砲塔で爆発事故が発生、第2砲塔が破壊され砲塔内にいた43人の水兵が全員爆死、他にも19人の負傷者を生じた。
激しい艦砲射撃によって、西部海岸（アメリカ軍呼称：レッドビーチ）を守っていた日本軍守備隊1個小隊は陣地を放棄して、島南端のウキアゴン岬に設置されていた砲台に撤退した。アメリカ軍は日本軍が撤退したレッドビーチに2隻の駆逐艦に先導されたLST-1級戦車揚陸艦を接近させ、午前5時30分に第1大隊と第3大隊と戦車部隊を上陸させた。上陸当初、日本軍の抵抗をまったく受けなかったアメリカ軍はそのまま南部海岸に進撃したが、午前7時、ウキアゴン岬に近づいた時に日本軍による砲撃に遭い、この攻撃に驚いた第1大隊と第3大隊は前進を停止した。日本軍は艦砲射撃と空爆によって、配備されていたホ式十三粍高射機関砲12丁のうち半数を撃破されていたが、残った機関砲を巧みに陣地に配置、また狙撃兵を樹上に登らせてアメリカ軍を待ち構えており、砲撃で混乱する両大隊に反撃を開始し、日本軍の正確な射撃で次々とアメリカ兵がなぎ倒された。上陸部隊指揮官の第165歩兵連隊長ガーディナー・コンロイ大佐も、最前線での作戦指揮中に日本兵の狙撃により戦死するなど、指揮官の死傷も相次ぎ、上陸部隊は混乱して後退を開始すると、圧倒的な兵力差であるにもかかわらず、じっと対峙するだけとなった。
レッドビーチには第193戦車大隊のM3軽戦車も上陸したが、海岸には艦砲射撃や爆撃によりできた弾痕が無数にあり、そこに戦車が入り込んでしまいなかなか前進ができなかった。そのため、戦車の支援のないまま歩兵が先行することとなり日本兵との近接戦闘で損害が続出した。弾痕に入り込んでしまった戦車を脱出させようと戦車兵が車外に飛び出すと、そこを日本軍の機銃が狙い撃ってくるため、なかなか弾痕から脱出することができず、またどうにかして脱出しても次の弾痕に入り込むといった有様であった。また、戦車と歩兵間の情報伝達の手段を準備しておらず、戦車兵は戦場の様子を小さなペリスコープで確認するほかなく、歩兵と戦車の連携は殆どできていなかった。

午前7時40分、アメリカ軍は第2大隊をオンチョン波止場付近（アメリカ軍呼称：イエロービーチ）に上陸させた。これによりアメリカ軍は島の日本軍勢力を分断しようと試みたが、水際陣地には市河中尉率いる主力約300人が守っており、海岸で激しい戦いが展開された。市河は沈船のなかに機関砲を配置しており、海岸線に近づいてくるLCVP（上陸用舟艇）とアムトラックを陸上と海上で挟撃させた。アメリカ軍もアムタンク（アムトラックに戦車砲を搭載した水陸両用戦車）やLCTに搭載されて海岸に向かっていたM3軽戦車やM3中戦車が船上から戦車砲で反撃している。海岸に接近したLCVP（上陸用舟艇）はマキン島のサンゴ礁の浅瀬を航行することができず、やむなく搭乗していたアメリカ兵は徒歩でサンゴ礁の浅瀬を渡って上陸せざるを得ず、多くの火器や無線機を水に浸けて使い物にならなくしただけでなく、水際で待ち構えていた日本軍の機銃のいい的となって損害が続出した。これにより2,000人のアメリカ軍は海岸線で釘付けとなった。射撃が得意な三田上曹が左翼の椰子林で米兵を狙撃していたところ、アメリカ兵を1人でも倒すとその周辺の兵は必ずと言っていいほど後退をするため、その様子を見た日本兵は｢敵は訓練未了の弱兵｣と感じたが上陸した第165歩兵連隊は訓練未了だったのではなく、所属していた第27歩兵師団の訓練方針が第一次世界大戦当時の、｢部隊は味方の砲兵弾幕の中を前進し、敵の戦闘力が粉砕されるまで前進しない｣という大陸型のものであって、全く太平洋の上陸作戦には適応できないものであった。

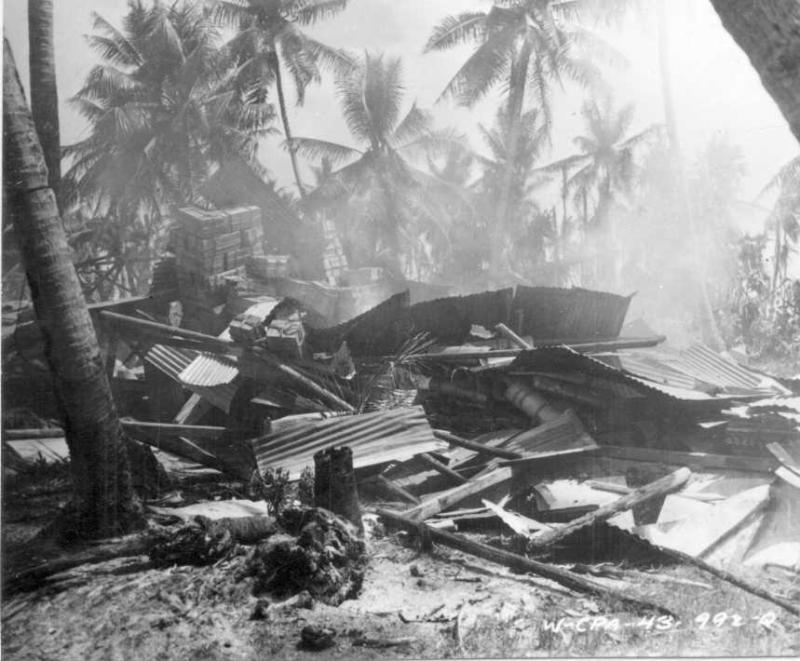
アメリカ軍の戦車に撃破された日本軍の機関銃座

しかし、レッドビーチから上陸した部隊は、戦死したコンロイから第193戦車大隊長ジェラール・W・ケリー大佐が指揮官を引き継ぐと、態勢を立て直して前進を開始した。特に上陸したM3中戦車の75mm砲が威力を発揮し、日本軍の機関砲が配置されているトーチカを次々と撃破していった。艦砲射撃と空襲も激化し、ウキアゴンの砲台は破壊され、守備兵もM3軽戦車を撃破するなど健闘したが、数名がアメリカ軍の包囲網の脱出に成功し主力に合流した他は全員玉砕した。
夜になって、市河はアメリカ軍をさらに混乱させるため、様々な策略を講じた。樹上に配置されていた狙撃兵は爆竹を木の上から落とし、その爆発音で驚いたアメリカ軍が発砲すると、その発火炎（マズルフラッシュ）でアメリカ兵の位置を特定して狙撃したり、アメリカ軍陣地に日本兵を接近させ、英語で話しかけて、アメリカ兵が応対すると、陣地の位置を特定して手榴弾を投げ込んだ。さらに市河は、陸戦隊1個分隊を牽制隊としゲリラ戦を命じた。その隙に西部陣地を脱出、敵上陸地点の中央部を巧みに迂回して東戦車壕に向かった。牽制隊は北と南から陣地に迫っていたアメリカ軍部隊に対して中間から双方に射撃を加えそのまま撤退した。市河の策略にはまったアメリカ軍部隊は、第1大隊・第3大隊と第2大隊で同士討ちを演じることとなった。
市河の陽動作戦によってアメリカ兵は、「木の上に日本兵が150人もいる」などと日本兵の幻影におびえ、少しでも動くものや影を見つけると見境なく発砲した。特に経験の少ない新兵が「トリガーハッピー」状態に陥り、発砲することで不安を和らげようとした。新兵たちは何もない繁みに火が付き炎上するまで銃弾を撃ち込んだ。この夜には、上陸部隊の督戦のため、第5水陸両用軍団司令官のホーランド・スミス少将と第27歩兵師団長のラルフ・スミス少将が島に上陸したが、両スミスが就寝していたテントにもアメリカ兵はライフルを撃ち込んできたため、陸軍の拙い戦闘に立腹していた海兵隊のスミスをさらに激怒させている。

### 11月22日以降

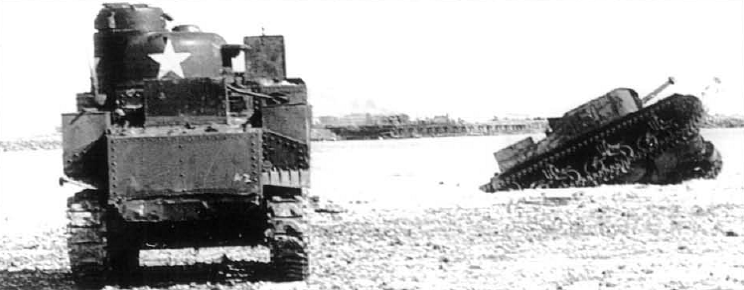
マキンで絶大な威力を発揮したM3中戦車

翌22日、イエロービーチにも4輛のM3中戦車が揚陸され、その75mm砲で日本軍陣地の掃討を開始した。昨日の失敗から学んだアメリカ軍は戦車と歩兵が連携しながら進撃して日本軍の陣地を次々と撃破していった。昨日の戦闘で重火器の大半を喪失していた日本軍は機銃や狙撃で対抗するも、M3中戦車には通用しなかったうえ、上空に艦載機が常に張り付いており、陣地に潜んでいる日本兵を爆撃や機銃掃射で倒していった。特に艦上爆撃機が投下する2000ポンドの「デイジーカッター爆弾」が絶大な威力を発揮し、コンクリートで作られた日本軍のトーチカを破壊した。しかし、そのうちの1発がフレンドリーファイアでM3中戦車の近くに落下、付近にいた歩兵3人が死亡したが、戦車は無事であった。
レッドビーチから進撃してきたアメリカ兵も、上陸初日の日本兵との近接戦闘に懲りて、可能な限り戦車や野砲による砲撃と艦載機による機銃掃射で痛めつけた。敵機の機銃弾の威力はすさまじく、一発でも体に当たると直径10cmほどの穴が空き、腸が飛び出し、頭蓋骨が飛び散り、心臓を粉砕させるのであった。アメリカ軍は日本軍のウキアゴンの砲台に9門のM101 105mm榴弾砲を備え付けると、日本軍に向けて783発もの砲弾を撃ち込んだ。残存兵にはこれ以上撤退する場所がなかった。逃げ場所を失って半狂乱となり壕から飛び出してわめきながら敵方に突入していく兵が出始めた。だが壕から出た者は確実に敵の機銃弾の目標となった。
アメリカ軍は日本軍の退路を断って包囲殲滅しようと、アムタンクが浅瀬を進攻したが、日本軍は包囲される前に島の東奥に掘削していた東戦車壕に撤退を完了していた。22日の夕刻には東戦車壕内は負傷兵で溢れており、苦しむ負傷兵は早く苦痛から解放されようと敵に殺されるよりは戦友に殺して欲しいと頼み込む地獄絵図となっていた。
最後まで生存して戦い続けていた指揮官の市河中尉であったが、守備隊の最後を悟ると戦闘可能であった30人ほどを集めて『諸君はよく戦った、感謝する。もはやこれまでだ。明朝、夜明けを期して最後の突撃を敢行する。1人でも多くの敵兵を倒して、我々の道連れを賑やかにしよう』と最後の総攻撃を命じた。戦闘可能であった30人は、重傷の戦友を銃剣でとどめを刺すと、23日の午前4時に戦車壕を出て匍匐前進でアメリカ軍に接近したが敵陣50メートルまで近づいたとき発見されてしまい全員が玉砕した。このうち負傷して捕虜となった沢見一等水兵が、マキン島守備隊で朝鮮人労務者以外での唯一の生還者となった。
夜間から未明にかけての日本軍の総攻撃を撃破したアメリカ軍は、16輛のM3中戦車と5輛のM3軽戦車を先頭にして島の東への進撃を開始し、途中で反撃してきた日本軍の狙撃兵を撃破し、最後は降参してきた日本兵2人を殺して23日中には島の東端に達した。朝鮮人労務者はアメリカ軍が上陸してくる前に、半地下の弾薬庫に避難させており全く戦闘には参加しなかったが、弾薬庫を見つけたアメリカ兵がパニックとなって手榴弾を投げ込んだため、弾薬の誘爆で無抵抗の朝鮮人労務者200人のうち半数が爆死し、生き残った104人が捕虜となった。

### 海上での戦い

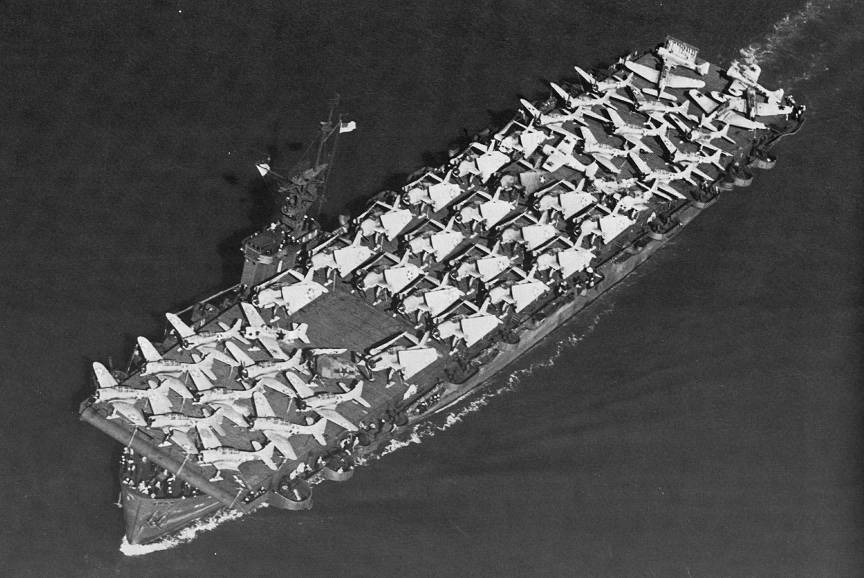
「伊175」の雷撃で沈没した護衛空母「リスカム・ベイ」

マキン島の陸上戦は終結したが、日本海軍はギルバート諸島の支援のために、航空機と潜水艦を送り込んでいた。翌24日と25日には、日本軍機がマキン島支援のために飛来したが、アメリカ軍機動部隊が発進させた戦闘機に阻止されて、いずれも敗退した（ギルバート諸島沖航空戦参照）。ギルバート諸島支援を命じられた9隻の潜水艦のうち、24日には「伊175」（田畑直艦長）がマキン島近海に達しており、旗艦の護衛空母「リスカム・ベイ」を中心に、戦艦「ニューメキシコ」、戦艦「ミシシッピ」、重巡洋艦「ボルチモア」などで編成された第52任務部隊の輪形陣に接近した。輪形陣からは駆逐艦「ハル」がマキン島への艦砲射撃、駆逐艦「フランクス」が日本軍機が投下した照明弾を調査するため艦隊を離れており、輪形陣に隙が生じていた。
「伊175」は一旦、戦艦「ニューメキシコ」のレーダーに捉えられたが、その後見失ったため、艦隊では特段の警戒をしていなかった。「伊175」が「リスカム・ベイ」に距離900ｍまで接近したときには、「リスカム・ベイ」は艦載機の発艦準備中で、ジグザグ航行を行っておらず、また風向きに正対するため、「伊175」に艦側面を晒すこととなり、絶好の雷撃姿勢となってしまった。やがて「伊175」は4本の魚雷を発射し、1本が機関室後部に命中した。残り3発の魚雷も同じく輪形陣の中央にいた護衛空母「コーラルシー」と「コレヒドール」の至近を通過していったが、命中は免れた。
魚雷が命中したときの「リスカム・ベイ」は飛行甲板に発艦準備中の14機の「F4Fワイルドキャット」と「TBFアベンジャー」が並んでいたが、命中した魚雷は「カサブランカ級航空母艦」の欠点であった非装甲の爆弾貯蔵庫付近に命中し、大量の航空爆弾を誘爆させたため、一瞬にして飛行甲板の殆どが14機の艦載機ごと破壊されて、出撃準備中であった39人のパイロットのうち14人が即死した。誘爆は格納庫内に搭載されていた7機の艦載機にも及んで、爆炎は高さ30ｍまで立ち上り、残骸が艦隊の他艦船に降り注いだ。爆炎が収まった時には「リスカム・ベイ」の後半部分は存在しておらず、そこに乗っていたはずの水兵は全員爆死していた。その大爆発の様子を見ていた他の艦艇の水兵が「弾薬集積庫のようだった...リスカム・ベイは爆発とともにまさにオレンジ色の火の玉となった」と驚いたほどであったが、「リスカム・ベイ」は魚雷が命中したわずか23分後には右舷に傾きながら海中に没していった。
「リスカム・ベイ」には第52任務部隊第3群司令官のヘンリー・M・ムリニクス少将が座乗していたが、艦長のアーヴィング・ウィルツィー大佐を含む701名の乗組員と共に海中に没した。「リスカム・ベイ」の水兵の死亡率70％は、アメリカ海軍が失った空母の中で最悪の戦死率となり、ムリニクスは第二次世界大戦において、敵の攻撃により戦死した海軍少将5人のなかのひとりとなった。第5艦隊司令官で作戦全体の司令官でもあったレイモンド・スプルーアンス提督は、マキン島が1日で攻略できると考えていたが、予想外の苦戦で、4日間も支援艦隊がマキン島近海に止まっていることに不安を感じていた。その不安が的中して手痛い損害を被ることとなって激怒し、リッチモンド・K・ターナーにその原因について報告を求めたところ「閣下（スプールアンス）だけに申し上げる」として以下のような報告が上がってきた。
第27歩兵師団はこの後のサイパンの戦いでも拙い戦闘を繰り返したため、激怒した第5水陸両用軍団司令官のスミスが、第27歩兵師団長スミスを更迭する「スミス対スミス事件」が発生し、終戦まで続く、アメリカ陸軍、アメリカ海軍、アメリカ海兵隊3者の争いを激化させている。

## 両軍の損害
- 日本軍
  - 軍人戦死者 352人
  - 生存者 1人

沈没した「リスカム・ベイ」から収容された水兵の水葬

  - 軍属戦死者 236人（うち朝鮮半島出身者96人）
  - 生存者 104人（うち朝鮮半島出身者104人）

- アメリカ軍
  - 陸軍 
    - 戦死者 66人
    - 戦傷者 218人

  - 海軍 
    - 戦死者 752人
    - 戦傷者 291人
    - 護衛空母「リスカム・ベイ」沈没
    - 戦艦「ミシシッピー」小破

## 作戦に対する評価
『ニミッツの太平洋海戦史』ではアメリカ側の圧倒的に優勢な兵力にもかかわらず、１日で終わる予定のマキン島攻略に４日も要したことについて、マキン島の陸上戦を担った陸軍を次のように批判している。
日本軍とアメリカ軍の戦闘部隊の戦力比率が1：23と圧倒的な戦力差であったのにもかかわらず（1：27の説あり）、市河中尉が最高指揮官の日本軍に対して、上陸部隊の指揮官であったコンロイ大佐が戦死し、また海上の戦いでも支援艦隊司令官ムリニクス少将が戦死し、護衛空母「リスカム・ベイ」の艦長ウィルツィー大佐も戦死するなどアメリカ軍にとっての損害の比率は過大であり、太平洋戦争後半のアメリカ軍攻勢期で、攻撃側の人的損失が防御側を上回った数少ない戦いとなった。また、コンロイに続き司令官が戦死したのは沖縄戦におけるサイモン・B・バックナー・ジュニア中将となった。